# Inglês do Sul dos Estados Unidos

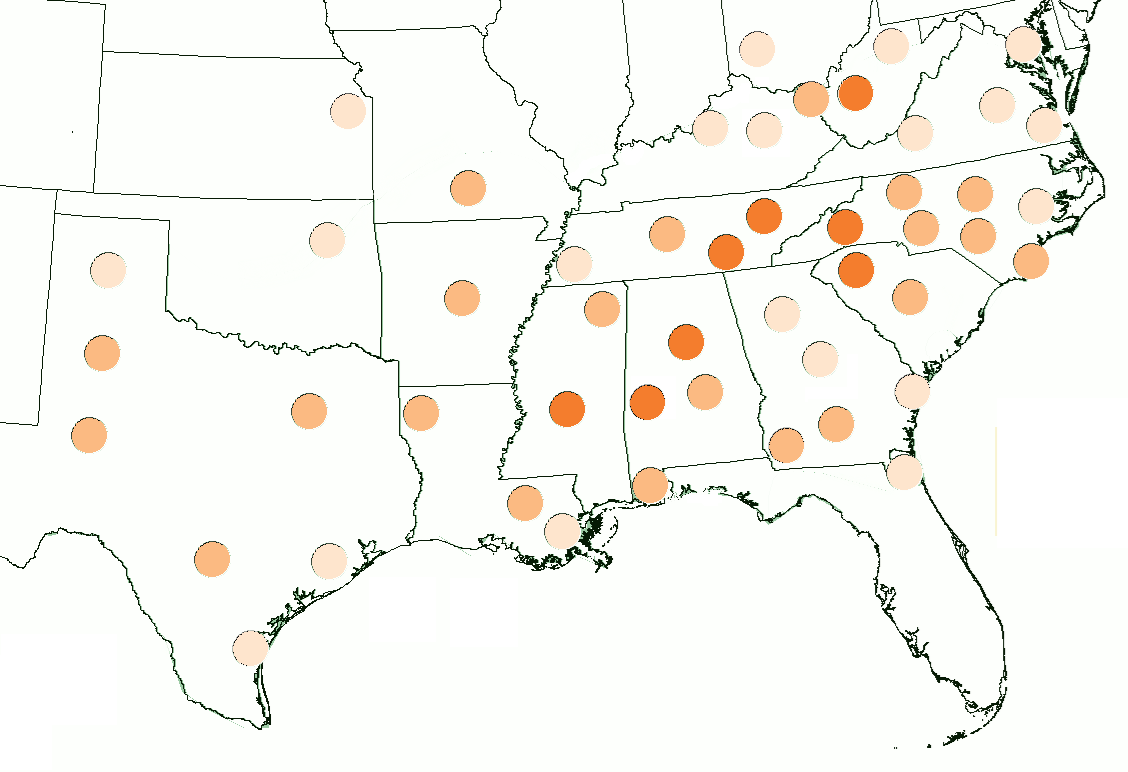
A extensão aproximada do inglês sul-americano, com base no Atlas do inglês norte-americano

o Inglês do Sul dos Estados Unidos é um dialeto regional   ou coleção de dialetos do inglês americano falado em todo o sul dos Estados Unidos, embora concentrado cada vez mais em áreas mais rurais e falado principalmente por sulistas brancos .  Em termos de sotaque, suas formas mais inovadoras incluem variedades meridionais do inglês dos Apalaches e certas variedades do inglês texano .  Popularmente conhecido nos Estados Unidos como sotaque sulista ou simplesmente sulista,    O inglês sul-americano agora compreende o maior grupo de sotaque regional americano em número de falantes.  Termos formais e muito mais recentes dentro da linguística americana incluem Southern White Vernacular English e Rural White Southern English.  
 

## História
Existiu uma vez uma diversidade de dialetos anteriores do Sul : uma consequência da mistura de falantes de inglês das Ilhas Britânicas (incluindo em grande parte imigrantes ingleses e escoceses-irlandeses ) que migraram para o Sul dos Estados Unidos nos séculos XVII e XVIII, com elementos específicos do século XIX também pegou emprestado da classe alta de Londres e escravizou afro-americanos. No século 19, isso incluía dialetos distintos no leste da Virgínia, a grande área de Lowcountry ao redor de Charleston, a região interior dos Apalaches, a região de plantações do Cinturão Negro e comunidades costeiras e insulares isoladas do Atlântico.
Após a Guerra Civil Americana, à medida que a economia e os padrões de migração do Sul se transformaram fundamentalmente, o mesmo aconteceu com as tendências dialetais do Sul.  Nas décadas seguintes, os sulistas mudaram-se cada vez mais para cidades industriais dos Apalaches, para fazendas texanas ou totalmente para fora do Sul.  O principal resultado, ainda mais intensificado por convulsões posteriores, como a Grande Depressão, o Dust Bowl e talvez a Segunda Guerra Mundial, é que uma forma mais nova e mais unificada de inglês sul-americano se consolidou, começando por volta do último quartel do século XIX, irradiando-se para fora. do Texas e dos Apalaches, passando por todos os estados tradicionais do sul, até por volta da Segunda Guerra Mundial.   Este novo dialeto sulista substituiu em grande parte os dialetos locais sulistas mais antigos e mais diversos, embora tenha sido rapidamente estigmatizado na cultura popular americana. Como resultado, desde cerca de 1950, as características notáveis deste novo sotaque sulista têm estado em declínio gradual, particularmente entre os sulistas mais jovens e mais urbanos, embora menos entre os sulistas brancos rurais.

## Geografia
Apesar do lento declínio do sotaque sulista moderno, ainda está documentado como difundido a partir de 2006 Atlas do inglês norte-americano. Especificamente, o Atlas documenta definitivamente um sotaque sulista em Virgínia, Carolina Do Norte, Carolina Do Sul (embora não em Charleston), Geórgia (embora não de forma consistente em Atlanta), Alabama, Mississippi, Tennessee, Kentucky, Arkansas, Luisiana (quando co - ocorre com Cajun e Sotaques de Nova Orleães), Sul Virgínia Ocidental, o Área Springfield do Sul Missouri, o Área Jacksonville do Norte Florida, e muito de Texas. Outras bolsas do século 21 incluem ainda o sul e o leste Oklahoma, Sul Maryland, Centro-Oeste da Virgínia, outras partes do Sul do Missouri e Norte da Florida, e Sudeste Novo México. O Atlas documentos a South Midland accent como compartilhando características - chave com o sotaque sulista, embora em uma extensão mais fraca; essas características se estendem por todo o Texas, Oklahoma, e West Virginia, bem como por todo o leste e centro Kansas, Sul do Missouri, Sul Indiana, Sul Ohio, e possivelmente do Sul Illinois. Sotaques afro-americanos os Estados Unidos têm muitos pontos em comum com sotaques do Sul devido aos fortes laços históricos de Afro-Americanos para o sul.